# Olpiolum
Genre
Olpiolum est un genre de pseudoscorpions de la famille des Olpiidae.

## Distribution
Les espèces de ce genre se rencontrent en Amérique du Sud et aux Antilles.

## Liste des espèces
Selon Pseudoscorpions of the World (version 3.0) :
- Olpiolum confundens Hoff, 1945
- Olpiolum crassum Beier, 1959
- Olpiolum elegans (Balzan, 1887)
- Olpiolum medium Beier, 1931
- Olpiolum peruanum Beier, 1959

## Publication originale
- Beier, 1931 : Neue Pseudoscorpione der U. O. Neobisiinea. Mitteilung aus dem Zoologischen Museum in Berlin, vol. 17, p. 299-318.